# 萊克帕克 (明尼蘇達州)
萊克帕克（英語：Lake Park）是一個位於美國明尼蘇達州貝克縣的城市。

## 人口
根據2020年美國人口普查的數據，萊克帕克的面積為2.49平方千米，當中陸地面積為2.49平方千米，而水域面積為0.00平方千米。當地共有人口728人，而人口密度為每平方千米292人。